# Otto Ferdinand von Abensberg und Traun
Otto Ferdinand hrabě von Abensberg und Traun (v literatuře často uváděn jen jako Traun) (27. srpna 1677, Šoproň – 18. února 1748, Sibiň) byl rakouský polní maršál. Od mládí sloužil v císařské armádě a vyznamenal se účastí v řadě dynastických válek první poloviny 18. století. Uplatnil se také jako diplomat a místodržitel v habsburských državách (1737–1742 guvernér v Lombardii). V roce 1741 dosáhl hodnosti polního maršála a znovu vynikl ve válkách o rakouské dědictví. V závěru své kariéry zastával funkci zemského velitele v Sedmihradsku, kde také zemřel.

## Životopis

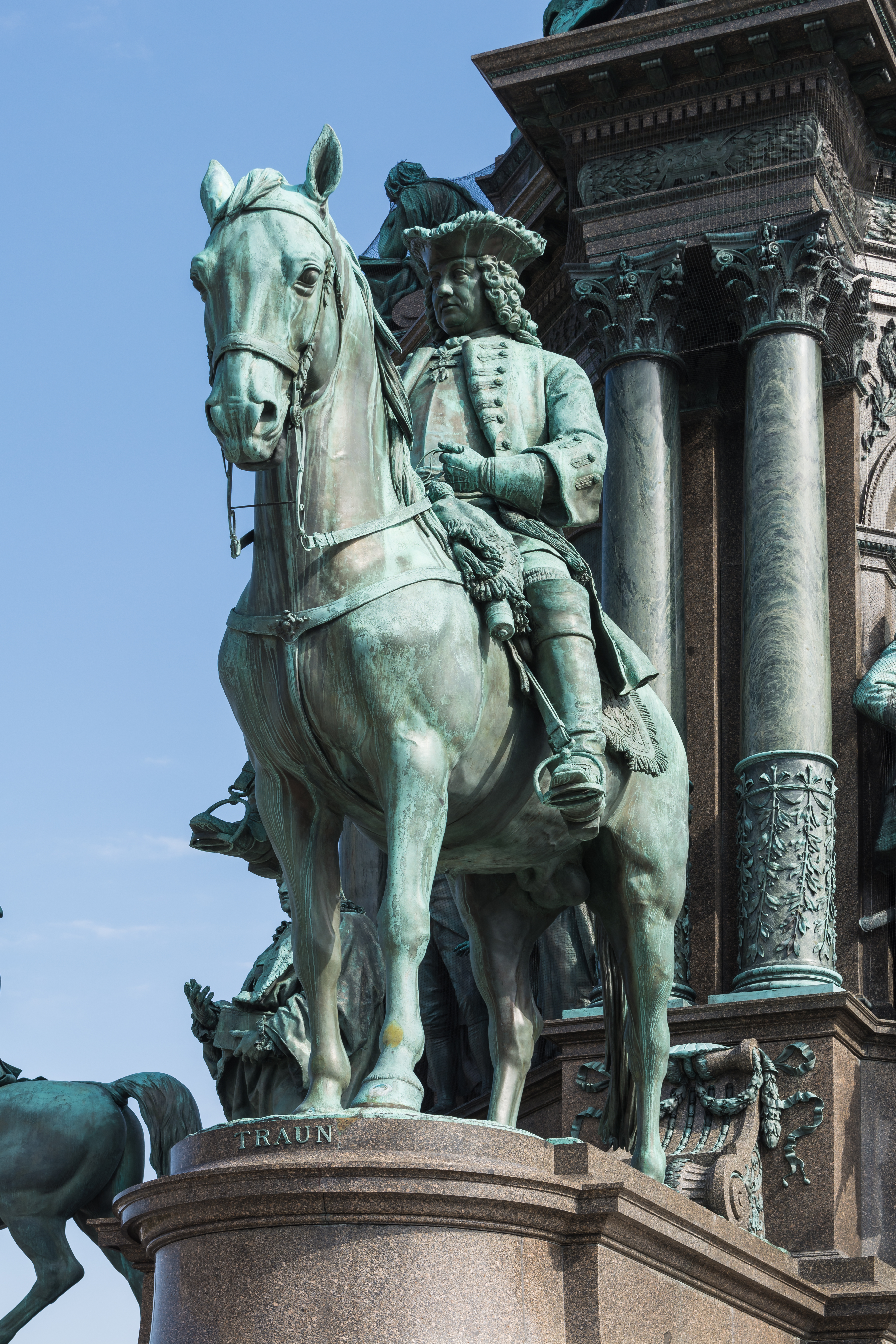
Jezdecká socha maršála Trauna na pomníku Marie Terezie ve Vídni

Pocházel ze staré rakouské šlechtické rodiny Abensberg-Traun povýšené v roce 1653 do říšského hraběcího stavu. Narodil se jako mladší syn hraběte Otto Lorenze Abensberg-Trauna (1638–1695) a jeho druhé manželky Evy Zuzany, rozené Reuberové z Pixendorfu (1645–1695). Vzdělával se na univerzitě Martina Luthera v Halle nad Sálou, v roce 1693 však zanechal studia, aby vstoupil do služeb vojska. Jako dobrovolník bojoval v devítileté válce v Nizozemí v řadách braniborského vojska, v roce 1695 vstoupil do služeb císařské armády. Později bojoval ve válce o španělské dědictví, do roku 1709 sloužil v Itálii, v roce 1710 byl jmenován plukovníkem a pobočníkem maršála Starhemberga ve Španělsku. V roce 1711 byl účastníkem volby Karla VI. římským císařem ve Frankfurtu a byl pověřen doručit zprávu o výsledku volby do Barcelony, kde jako regentka Španělského království pobývala Karlova manželka Alžběta Kristýna. Během další války se Španělskem obsadil Neapol, organizoval postup císařské armády na Sicílii a dosáhl úspěchu v bitvě o Francavillu (1719). 
V roce 1723 byl povýšen do hodnosti generálního polního strážmistra (Generalfeldwachtmeister, respektive generálmajor). Jednalo se o hromadné povyšování důstojníků během korunovace Karla VI. na českého krále v Praze. V roce 1727 byl jmenován guvernérem Messiny, která tehdy v rámci Království Obojí Sicílie spadala pod správu Habsburků. Ve funkci messinského místodržitele nahradil generála Františka Wallise, do této doby se datuje Traunova bohatá korespondence s Evženem Savojským, který se živě zajímal o možnosti podnikání v tomto regionu.  v Itálii setrval i během války o polské dědictví, kdy bránil pevnost Capua a v roce 1735 získal hodnost polního zbrojmistra. Z aktivní služby byl odvolán do Vídně, krátce poté se ale zúčastnil bojů proti nepokojům v Uhrách a následně byl pověřen inspekcí uherských pevností. V letech 1737–1742 zastával funkci guvernéra v Lombardii se sídlem v Miláně. V tomto úřadu usiloval o zlepšení finanční bilance Lombardie zatížené po předchozích válkách vysokýmy zadlužením, mimo jiné se vzdal poloviny svého ročního platu ve prospěch chudiny. 

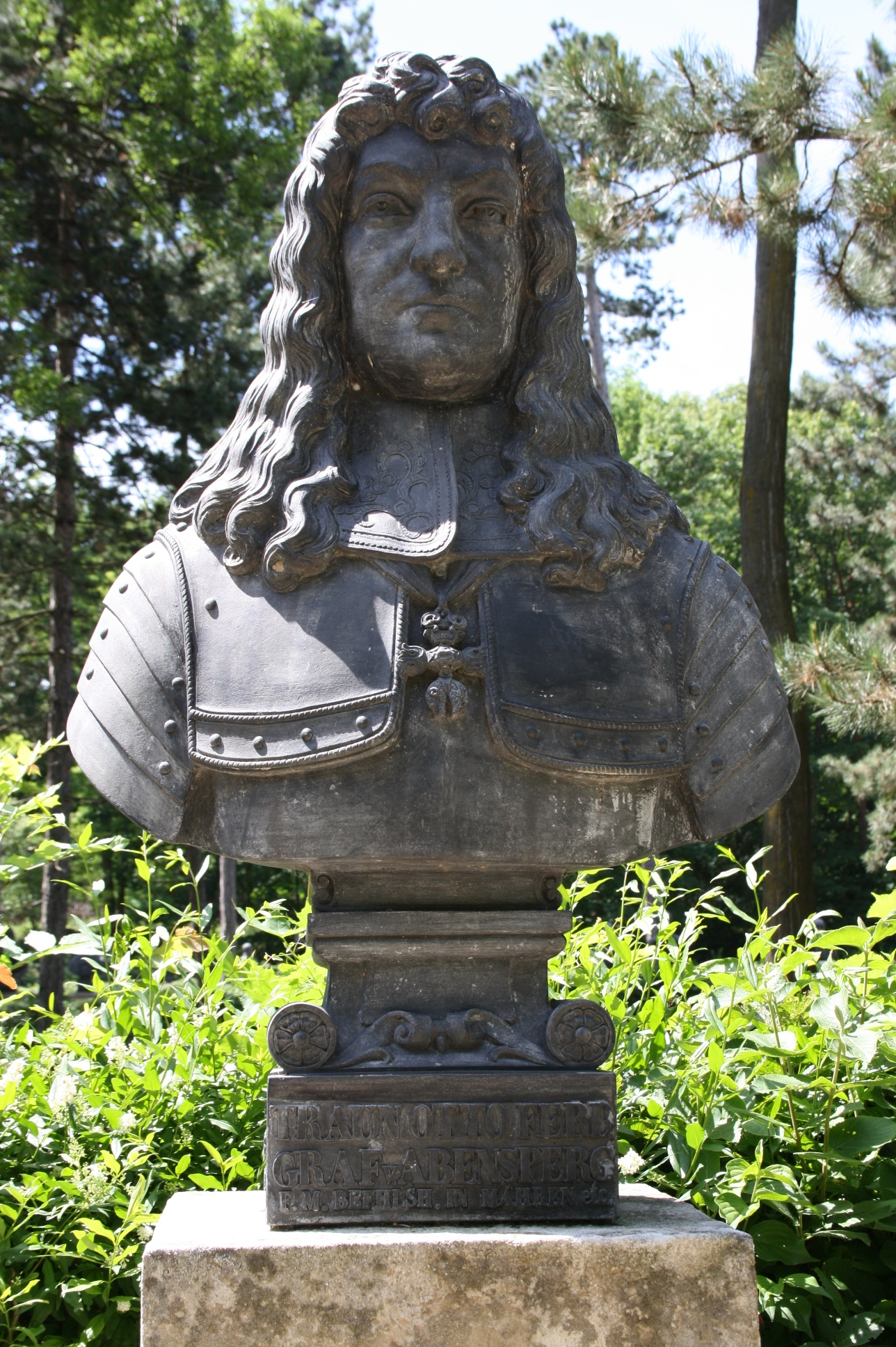
Busta maršála Trauna v Heldenbergu

Po nástupu Marie Terezie na trůn a začátku války o rakouské dědictví získal nejvyšší hodnost polního maršála (1741). Vzhledem k jeho věku zvažovala Marie Terezie generační obměnu, ale v začátku konfliktu ponechala Traunovi vrchní velení v Itálii. Hned na začátku války došlo k ideologickému sporu se sardinským králem Karlem Emanuelem III., který byl spojencem Habsburků a usiloval o zachování svých držav v Itálii. Maršál Traun znovu bojoval v Itálii, kde měl k dispozici 24 000 vojáků. Jeho aktivity byly předmětem kritiky vlivných diplomatů (Bartenstein, Ulfeld), naopak podporu měl v nejvyšším armádním velení a ve Dvorské válečné radě (Starhemberg) V roce 1743 zvítězil nad Španěly v bitvě u Camposanta, nedostal ale příležitost svého úspěchu využít vzhledem k liknavému postoji vídeňského dvora a nejisté podpoře sardinského krále. V roce 1744 byl odeslán na Rýn, ale po dalším pruském vpádu do Čech (tzv. druhá slezská válka) dostal příkaz pochodovat přes Bavorsko a Horní Falc do českých zemí, v dubnu 1744 v Mnichově převzal velení nad armádou o síle 50 000 vojáků. Stal se poradcem prince Karla Alexandra Lotrinského, s nímž se mu podařilo vymanévrovat pruskou armádu z Čech. Traunovy strategické schopnosti v té době uznal i protivník pruský král Fridrich II. Veliký. V roce 1745 Traun vytlačil francouzskou armádu za Rýn a umožnil tak korunovaci Františka Štěpána Lotrinského římským císařem ve Frankfurtu (1745). 
V závěru války o rakouské dědictví byl Traun odeslán jako vrchní velitel do Sedmihradska (1747–1748), kde krátce poté zemřel. Je pohřben v jezuitském kostele v Sibiu, kde se nachází jeho monumentální náhrobek (autor sochař Anton Schuchbauer). 
Byl dvakrát ženatý, poprvé s italskou šlechtičnou Fulvií Giulianou hraběnkou di Cusa-Faletti, jeho druhou manželkou byla Marie Sidonie von Hinderer. Z prvního manželství pocházel syn Karel Josef (1719–1747), který zemřel jako důstojník císařské armády během války o rakouské dědictví. 
Jako příslušník šlechtického rodu měl od mládí titul císařského komořího, později obdržel titul c. k. tajného rady s nárokem na oslovení Excelence (1735). V roce 1744 byl dekorován prestižním Řádem zlatého rouna. Již za války o španělské dědictví se stal majitelem vlastního pluku, který byl ale po jeho smrti rozpuštěn. Od roku 1888 do zániku rakousko-uherské monarchie nesl jeho jméno 21. pěší pluk umístěný v Čáslavi.